# WA -come on-
WA -come on- – pierwszy japoński minialbum gwiazdy K-popu - Lee Jung-hyun, a siódmy w jej całej karierze. Niektóre utwory lub ich fragmenty zostały przetłumaczone z języka koreańskiego na japoński.

## Lista utworów
- CD

1. Wa -come on- (ワ-come on-)
2. DaTo ~Ba Kkwo~ (DaTo ~パックォ~)
3. GX 339-4
4. Yume (夢; Dream)
5. Heaven
6. Wa -come on- (Remix) (ワ-come on-)
7. DaTo ~Ba Kkwo~ (Remix) (DaTo ~パックォ~)

- DVD

1. Wa -come on- (wersja koreańska)
2. DaTo ~Ba Kkwo~ (wersja koreańska)
3. Heaven (wersja japońska)